# Río Bureo

Le Bureo est un cours d'eau de la région de l'Araucanie, au Chili. Son principal affluent est le Río Mulchén. 